# Mit Herz und Holly
Mit Herz und Holly ist eine Fernsehserie, die 2023 und 2024 für das ZDF produziert wurde. Die Folgen haben eine Länge von etwa 90 Minuten und wurden im Rahmen der Herzkino-Reihe ausgestrahlt. Die Hauptrollen der beiden ungleichen Medizinerinnen in einer Landarztpraxis spielten Inka Friedrich und Karoline Teska. Als Schauplatz diente die sachsen-anhaltische Kaiser- und Hansestadt Tangermünde.
Im Dezember 2024 gab der Sender die Einstellung der Serie wegen rückläufiger Einschaltquoten bekannt.

## Handlung
Auf der Suche nach ihrer leiblichen Mutter reist die junge Medizinerin Dr. Holly Sass von Berlin nach Tangermünde. Vor 32 Jahren wurde sie als Findelkind vor einer Arztpraxis ausgesetzt, die gegenwärtig von Dr. Katrin Herz geführt wird. Da die überlastete Landärztin dringend Unterstützung bei der Versorgung der zahlreichen Patienten benötigt, treffen die beiden Frauen eine Vereinbarung: Holly erhält einen Arbeitsvertrag und darf im Gegenzug zusammen mit Praxis-Assistent Dean mithilfe von Archivmaterial die Spur ihrer Mutter verfolgen. In der Folge sorgt die selbstbewusste Holly mit ihrer wissenschaftlichen Herangehensweise bei ihrer unkonventionellen Chefin zuweilen für Unmut. Mit der spontan organisierten Vertretung ist Katrin jedoch in der Lage, dem Drängen ihres Ehemannes Bernd nachzugeben und einige Tage freizunehmen. Bei der lange geplanten Fahrradtour trifft sie auf eine Schulfreundin, die mit ihrer dramatischen Krankengeschichte einige Irritationen auslöst, die auch das Verhältnis von Katrin und Bernd belasten.
Von einem Zeitungsartikel über Hollys Schicksal ermuntert, erscheint eines Tages ein junger Mann namens Henning in der Praxis und gibt sich als deren Bruder aus. Doch die vielversprechende Fährte erweist sich beim gemeinsamen Besuch seiner tatsächlich ausfindig gemachten Mutter als Sackgasse. Privat fasst Holly indes zunehmend Vertrauen zu ihrem Vermieter, dem Bootsbauer Gregor Seefried. Die aufkeimende Beziehung wird jedoch von Missverständnissen begleitet und einem Schicksalsschlag überschattet. Seit einem Unfall befindet sich Gregors Ehefrau Christine im Wachkoma. Der alleinerziehende Vater kümmert sich um seine jugendliche Tochter Emma, die aufopferungsvoll ihre kranke Mutter pflegt. Gregor ist hingegen mit dem Konflikt zwischen der Verantwortung für seine Familie und der Sehnsucht nach einem Neuanfang emotional überfordert. Als Christine aus ihrem Zustand erwacht und in eine spezialisierte Rehaklinik verlegt werden soll, entscheidet sich Gregor schweren Herzens, Holly zu verlassen und mit seiner Familie nach Stuttgart zu ziehen.

## Episodenliste

### Staffel 1
| Nr. (ges.) | Nr. (St.) | Originaltitel     | Erstausstrahlung | Zuschauer             |
| ---------- | --------- | ----------------- | ---------------- | --------------------- |
| 1          | 1         | Diagnose Neustart | 12. Nov. 2023    | 4,23 Mio. (14,4 % MA) |
| 2          | 2         | Muttergefühle     | 19. Nov. 2023    | 4,29 Mio. (14,2 % MA) |

### Staffel 2
| Nr. (ges.) | Nr. (St.) | Originaltitel | Erstausstrahlung | Zuschauer             |
| ---------- | --------- | ------------- | ---------------- | --------------------- |
| 3          | 1         | Lichtblicke   | 3. Nov. 2024     | 3,77 Mio. (13,2 % MA) |
| 4          | 2         | Kleine Wunder | 10. Nov. 2024    | 3,88 Mio. (13,9 % MA) |

## Produktion
Die Fernsehserie ist eine Produktion der Studio.TV.Film im Auftrag des ZDF unter der Leitung von Milena Maitz. Die Aufnahmen entstanden überwiegend in Tangermünde und Umgebung. In der Langen Straße nahe dem Neustädter Tor befindet sich die fiktive Arztpraxis. Als Filmkulisse diente ein Ladengeschäft, in dem zuvor eine Töpferei untergebracht und dessen Betreiberin in den Ruhestand gegangen war. Die Szenenbildnerin gestaltete die Räume um und stattete diese unter anderem mit landestypischen Einrichtungsgegenständen von Trödlern aus. Gedreht wurde auch am Hauptbahnhof in Stendal, am Dom Sankt Marien in Havelberg und in einem Bauernhaus in Bittkau.

## Rezeption
Tilmann P. Gangloff urteilte bei Tittelbach.tv über die beiden ersten Folgen: „Das Potenzial der neuen ZDF-„Herzkino“-Reihe ist offenkundig. […] Teil eins ist mit seiner ausgeprägten Orientierung an den Gegebenheiten des Sendeplatzes etwas schematisch ausgefallen, aber die Fortsetzung emanzipiert sich filmsprachlich von den Klischees und ist überdies witziger. Das Titelduo funktioniert prima, die Nebenfiguren sind allesamt ansprechend besetzt. Die Geschichte kann gern weitergehen.“ Zu den nachfolgenden Episoden ergänzte er: „Die beiden Fortsetzungen der ZDF-Sonntagsreihe […] erfreuen durch ansprechende Bilder, aber gerade beim ersten Film wirkt die Umsetzung etwas „Herzkino“-like schematisch. Außerdem wiederholt „Lichtblicke“ zumindest in groben Zügen die Handlung des Auftakts. Fesselnder als die weitere Suche der jungen Ärztin nach ihren Wurzeln ist ohnehin das titelgebende „Kleine Wunder“ im insgesamt vierten Teil, als die Ehefrau von Hollys großer Liebe völlig unerwartet nach zwei Jahren aus dem Koma erwacht. Darstellerisch sind allerdings beide Filme sehenswert.“
Oliver Armknecht zog auf film-rezensionen.de ein durchschnittliches Fazit. Die mit fünf von zehn Punkten bewertete Auftaktfolge setze „auf die typische Herzkino-Mischung aus ländlicher Idylle und Drama“, sei aber „nichts Besonderes“, auch wenn es „schon Schlimmeres am Sonntagabend“ gab. Die Zusammenfassung zu den drei Folgeepisoden fiel mit vier Punkten negativer aus: „Die Figurenzeichnung ist lausig, der einseitige Fokus auf die junge Ärztin, die alles viel besser weiß als der Rest, ist etwas lächerlich. Und auch sonst hat das Drama um zwei Landärztinnen nichts Interessantes zu erzählen.“ „Das hat zwar Potenzial, gut ist das Ergebnis aber aufgrund der vielen austauschbaren Geschichten nicht. Da kann selbst die gute Besetzung nicht mehr viel ausrichten.“ „Das Drama schert sich weniger um Glaubwürdigkeit, will vor allem viele Konflikte einbauen. Bisherige Fans wird das freuen, neue wird der zur Seifenoper neigende Film eher nicht gewinnen.“
Die Fernsehzeitschrift TV Spielfilm vergab für alle Folgen eine neutrale Wertung (Daumen mittig) und bemängelte fehlende Substanz sowie Langatmigkeit der Handlung: „Tut nicht weh, kickt aber auch nicht wirklich.“„Den charmanten Figuren wünscht man mehr Tiefe.“„Ziemlich verkopft für den Herzkino-Sendeplatz.“„Die Story will nicht aus dem Quark kommen.“